# Live at Hammersmith (альбом Twisted Sister)
Live at Hammersmith — двойной концертный альбом американской хеви-метал-группы Twisted Sister. В альбом вошло выступление группы в Hammersmith Odeon, Лондон, в 1994 году. Два последних трека, «Jailhouse Rock» и «Train Kept a-Rollin'», взяты с концерта в Детройте в 1979 году.
Allmusic в своей рецензии посчитала, что альбом несколько затянут (общение Снайдера с аудиторией в общей сложности составляет около 22 минут), однако группа «качает уверенно и с энтузиазмом».

## Список композиций

### Диск 1
1. «What You Don’t Know (Sure Can Hurt You)» — 4:43
2. «The Kids are Back» — 2:49
3. «Stay Hungry» — 5:09
4. «Destroyer» — 4:10
5. «We’re Not Gonna Take It» — 3:17
6. «You Can’t Stop Rock 'n' Roll» — 7:23
7. «Like a Knife in the Back» — 2:46
8. «Shoot 'em Down» — 3:19
9. «Under the Blade» — 4:35

### Диск 2
1. «Burn in Hell» — 5:49
2. «I Am (I’m Me)» — 5:25
3. «I Wanna Rock» — 13:05
4. «S.M.F.» — 7:27
5. «We’re Gonna Make It» — 4:20
6. «Jailhouse Rock» (Джерри Либер и Майк Столлер) — 3:17
7. «Train Kept a-Rollin'» (Генри Гловер) — 10:06

## Участники записи
- Ди Снайдер — вокал
- Эдди Охеда — лид-гитара, ритм-гитара
- Джей Джей Френч — ритм-гитара и лид-гитара, бэк-вокал
- Марк Мендоса — бас-гитара, бэк-вокал
- Эй Джей Перо — барабаны, перкуссия
- Тони Петри — барабаны на «Jailhouse Rock» и «Train Kept a Rollin'»